# Beycesultan

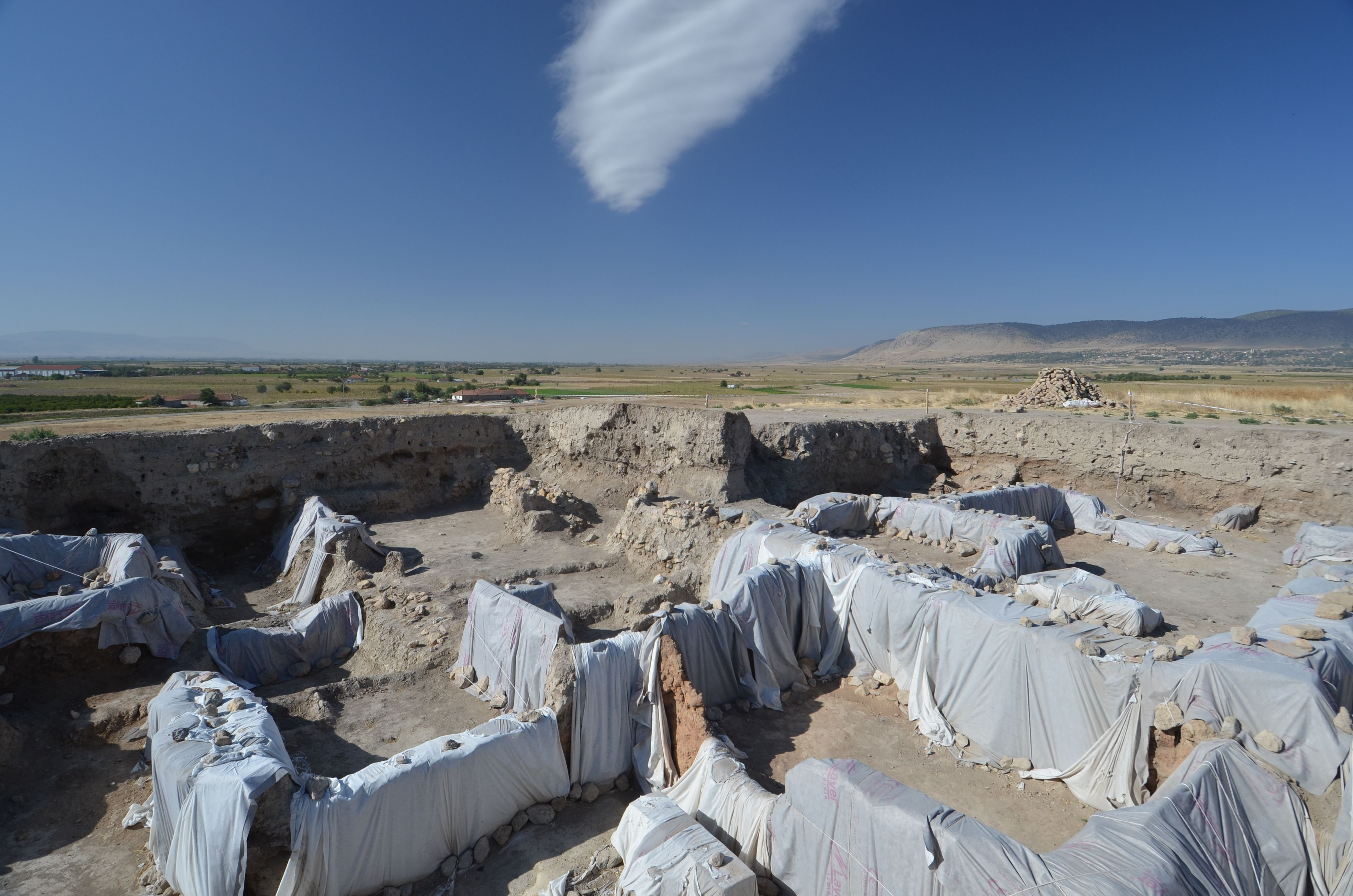
Veduta dei resti del palazzo di Beycesultan

Beycesultan è un sito archeologico dell'Anatolia occidentale, a circa 5 km a sud-ovest di Çivril, nella provincia turca di Denizli.

## Storia
Beycesultan fu occupata a partire dal Calcolitico superiore. L'insediamento crebbe in dimensioni e importanza durante il II millennio, con notevoli edifici religiosi e civili. Lo sviluppo culminò all'inizio del II millennio con la costruzione di un imponente palazzo e delle strutture associate. Il palazzo fu abbandonato e distrutto intorno al 1700 a.C.. Fino a questo momento, Beycesultan era culturalmente fortemente influenzata dall'Occidente, soprattutto dalla regione egea e dalla Creta minoica. 
Dopo alcuni secoli di semi-abbandono, Beycesultan riemerse con una marcata influenza delle regioni ittite dell'Anatolia.
Gli archeologi di oggi concludono, sulla base delle fonti scritte ittite, che Beycesultan fu la capitale del Paese di Mira Kuwalaya, che apparteneva alle terre di Arzawa, nella tarda età del bronzo (1600-1200 a.C.). Questa seconda fioritura fu completamente distrutta intorno al 1200 a.C..
Il sito fu occupato, su scala minore, anche durante le epoche bizantina, selgiuchide e ottomana.

## Descrizione
Il sito di Beycesultan è costituito da due tumuli, divisi dall'antica via commerciale. L'altezza massima di 25 metri si trova sul tumulo occidentale e l'intero sito ha un diametro di circa un chilometro.
All'inizio degli anni Cinquanta, James Mellaart scoprì degli esemplari di ceramica in stile "bicchiere di champagne". Le ricerche portarono all'identificazione dell'höyük (tumulo) di Beycesultan a monte del fiume Mendro.
Insieme a Mellaart, Seton Lloyd scavò a Beycesultan per conto dell'Istituto Britannico di Archeologia di Ankara per sei stagioni dal 1954 al 1959; ogni scavo durava circa due mesi.
Un nuovo studio del sito e della sua regione è stato condotto dal 2002 al 2007 da Eşref Abay dell'Università dell'Egeo. I lavori proseguono in collaborazione con l'Università di Aydın Adnan Menderes.